# Periodo di Uruk

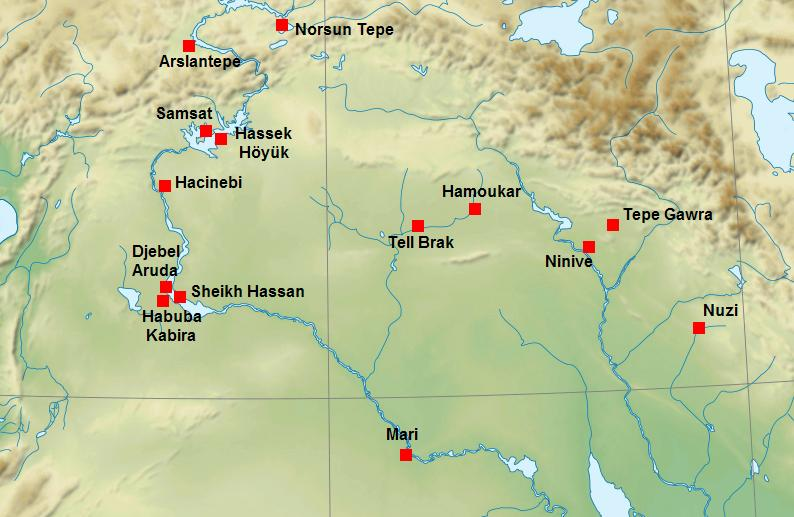
I principali siti archeologici del periodo di Uruk nell'Alta Mesopotamia e nel sud-est dell'Anatolia

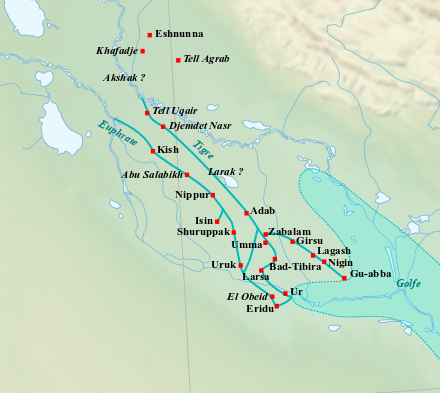
Le principali città basso-mesopotamiche del periodo protodinastico (le dimensioni del Golfo Persico sono quelle ipotizzate per il 3000 a.C.)

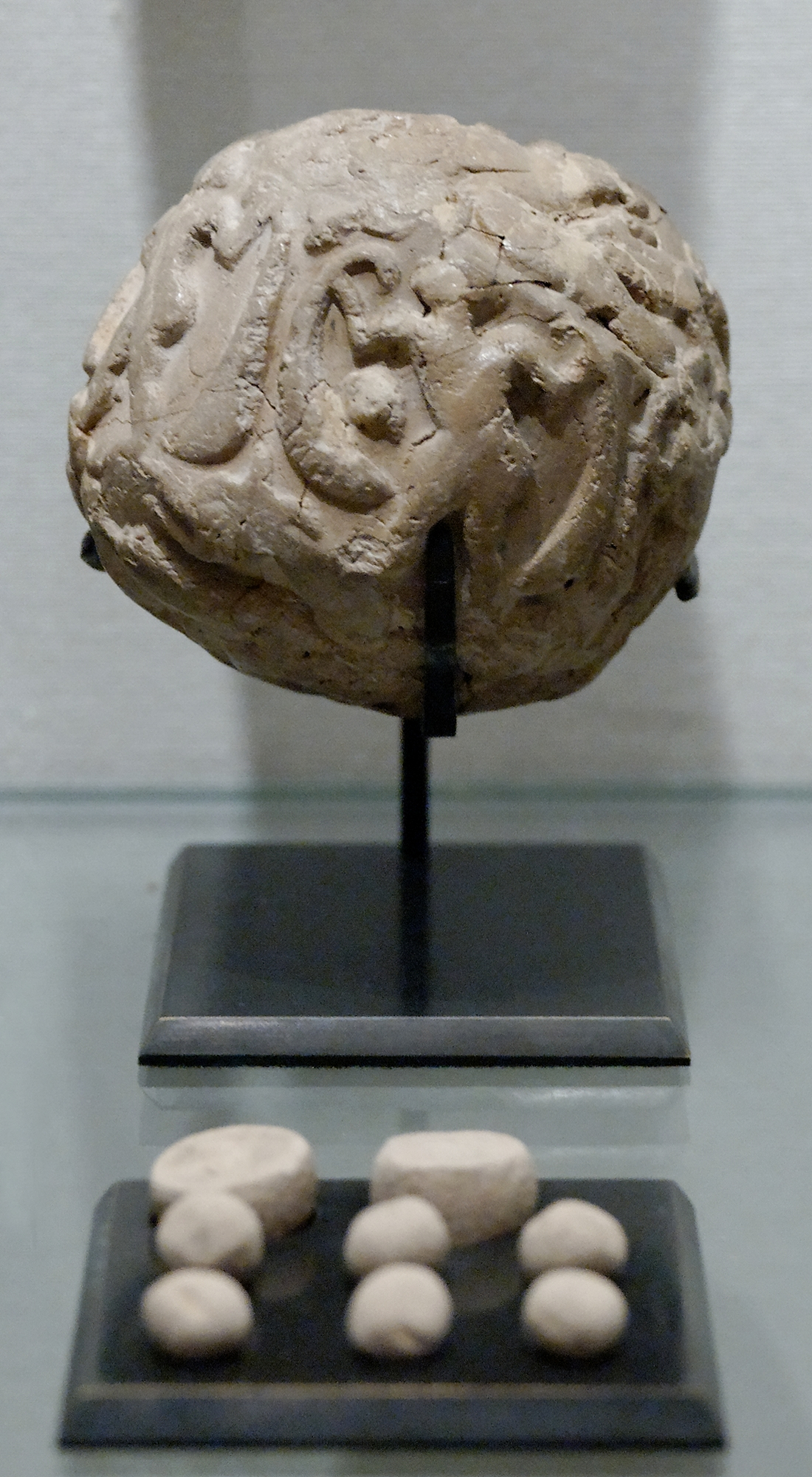
Periodo di Uruk: bulla con gruppo di gettoni di contabilità (calculi), da Susa. Museo del Louvre.

Il periodo di Uruk (IV millennio a.C.) è una fase culturale del Vicino Oriente antico, che prende il nome dalla città di Uruk. La fase di Uruk è preceduta dal periodo di Ubaid (con cui viene fatto tradizionalmente iniziare il calcolitico relativo all'area mesopotamica) e precede il periodo di Gemdet Nasr.
Il periodo di Uruk è generalmente diviso in due fasi:
- antico-Uruk (3500-3200 ca.)
- tardo-Uruk (3200-3000 ca.)

Altri autori ritengono che il periodo di Uruk abbia avuto inizio non intorno al 3500 a.C., ma 500 anni prima o più, avendo dunque avuto una durata più lunga (oltre 1000 anni), e lo dividono in tre fasi. In questa scansione, del primo periodo o "periodo antico" si hanno pochissime notizie, del periodo intermedio si hanno notizie soprattutto da territori posti al di fuori della Bassa Mesopotamia, come Sheikh Hassan sul medio Eufrate, Tell Brak nella Siria orientale o Hacinebi Tepe in Anatolia. Sono nel più tardo periodo Uruk giungono testimonianze dalla Bassa Mesopotamia.
La scansione cronologica di Uruk è individuata in base ai livelli dell'Eanna, il tempio di Uruk che successivamente, in epoca tardo-Uruk, sarà ormai sviluppato in un vasto complesso. Quindi, alla fase Ubaid appartengono i livelli 18-15 di Uruk, mentre quelli dal 14 al 6 appartengono alla fase antico-Uruk. La fase antica di Uruk al nord viene spesso denominata ancora in base alla sequenza di Gawra.
Il tardo periodo di Uruk è caratterizzato da una crescita della popolazione e degli insediamenti, e probabilmente da un maggiore stratificarsi della società. È poi in questa fase che, per la prima volta nella storia umana, è possibile constatare l'emergere di eserciti e dell'arte della guerra. La metallurgia è in quel periodo orientata ormai a tutti i metalli, incluse leghe come il bronzo. L'arte ceramica vede l'introduzione del tornio. Sempre nel Tardo-Uruk emerge la scrittura cuneiforme, che traduce in forma scritta la lingua sumerica. La scrittura su tavolette d'argilla è accompagnata dall'introduzione del sigillo cilindrico (in uso fin dalla fase intermedia di Uruk). Uruk 3 corrisponde al periodo di Gemdet Nasr, intorno al 3000 a.C. Complessivamente, queste fasi tardo-Uruk e di Gemdet Nasr vengono dette anche "fase proto-letterata". A quest'ultima, segue poi la cosiddetta "fase protodinastica".
Il periodo di Uruk avrà una enorme influenza sulla storia della Mesopotamia, che verrà avvertita anche al di fuori di quest'area, in Anatolia, nel Mediterraneo, nell'Altopiano iranico e nel Golfo persico.

## Caratteristiche
La cultura di Uruk seguì, per preminenza nella Bassa Mesopotamia, la precedente Cultura di Ubaid. Il cambio della città egemone non comportò una rottura nell'evoluzione storica degli eventi perché il progresso tecnologico ed urbanistico proseguì secondo le linee già tracciate. La scansione nella periodizzazione è evidenziata da un cambio di stile nella produzione ceramica, che con Uruk diviene lustrata, sia in grigio che in rosso. Si avvertono anche importanti passi verso una gestione centralizzata del potere. Mancano dati certi per ricostruire con precisione il ritmo di crescita degli insediamenti: è possibile però seguire lo sviluppo delle tecnologie e dei complessi templari.
Sul piano demografico, il periodo di Uruk è caratterizzato da una tendenza allo svuotamento delle campagne per lo spostamento progressivo della popolazione all'interno dei centri urbani, come avviene per lo stesso insediamento di Uruk. Nella fase antica, corrispondente ai livelli 14-6 dell'Eanna (3800-3400 a.C. ca.), in un raggio di diversi chilometri scompaiono i villaggi e la popolazione si addensa nel sito principale (che in quel periodo copriva un'area di 70 ettari). Al nord, nella zona di Nippur-Adab, il processo di urbanizzazione fu meno intenso e determinò la formazione di piccoli insediamenti sparsi piuttosto che di poche aree di grande concentrazione demografica. Nella fase tardo Uruk, corrispondente ai livelli 5-3 dell'Eanna (3400-3000 a.C. ca.) si assiste ad un processo inverso, con una crisi progressiva dell'urbanizzazione in tutta l'Alta Mesopotamia e le zone limitrofe, con un ripopolarsi dei villaggi, crisi che sarà meno evidente nella zona di Uruk.

## Il lavoro

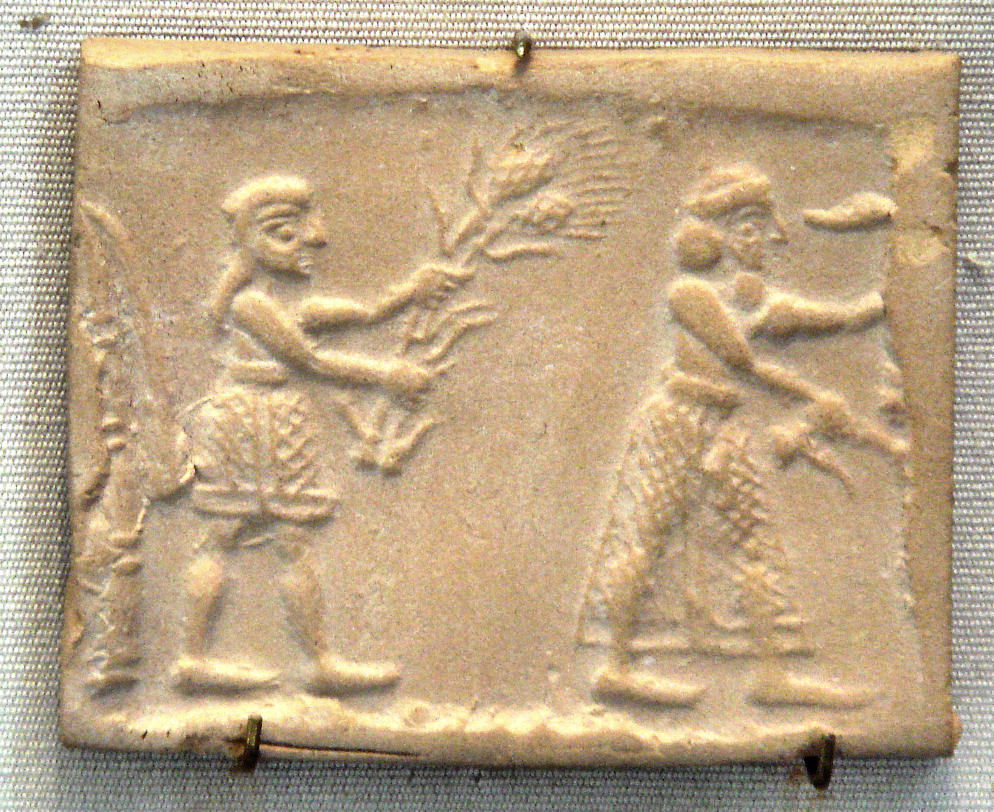
Impressione moderna da un sigillo trovato a Uruk, 3200 a.C. ca.: il re-sacerdote, seguito da un accolito, ciba la sacra mandria

Nella fase del tardo-Uruk il processo di urbanizzazione mostra alcune novità. A fianco dell'originario nucleo templare cittadino comincia a svilupparsi un polo laico palatino. Prosegue la specializzazione artigianale, come testimoniano le numerose e dettagliate liste di professioni rinvenute negli archivi templari. Si nota anche una progressiva standardizzazione dei manufatti: la ceramica viene prodotta al tornio o anche a stampo; anche la metallurgia adotta la tecnica a stampo; la tessitura passa dal contesto domestico a quello dei laboratori templari, che impiegano fondamentalmente mano d'opera composta di donne e di minori.
Un'importante conseguenza del processo di urbanizzazione consiste nella trasformazione dei rapporti sociali tipici della cultura del villaggio basata sui rapporti famigliari ed il lavoro domestico. Si consolida progressivamente una stratificazione sociale che vede al suo apice la classe sacerdotale ed amministrativa poi quella degli artigiani specializzati dei laboratori (maestri e apprendisti) ed infine quella dei contadini (soggetti a tributi e corvée). Il giovane apprendista così si troverà più legato al suo maestro che non al padre e sarà attratto da nuovi stimoli, come la possibilità di carriera. Alla collocazione prestabilita e familiare dei ruoli nell'economia di villaggio viene sostituita l'affermazione personale. Conseguenza di questo processo sarà anche l'emergere del concetto di proprietà privata e personale che sostituirà progressivamente quello di proprietà familiare (tutti i membri della famiglia erano parimenti proprietari della terra che costituiva un bene quasi inalienabile). Ancora conseguenza di queste trasformazioni sarà la ricerca del prestigio sociale, che distingue le diverse categorie in base alle loro specializzazioni lavorative. "La società di specialisti diventa automaticamente una società stratificata in classi".

### Lebevelled-rim bowls

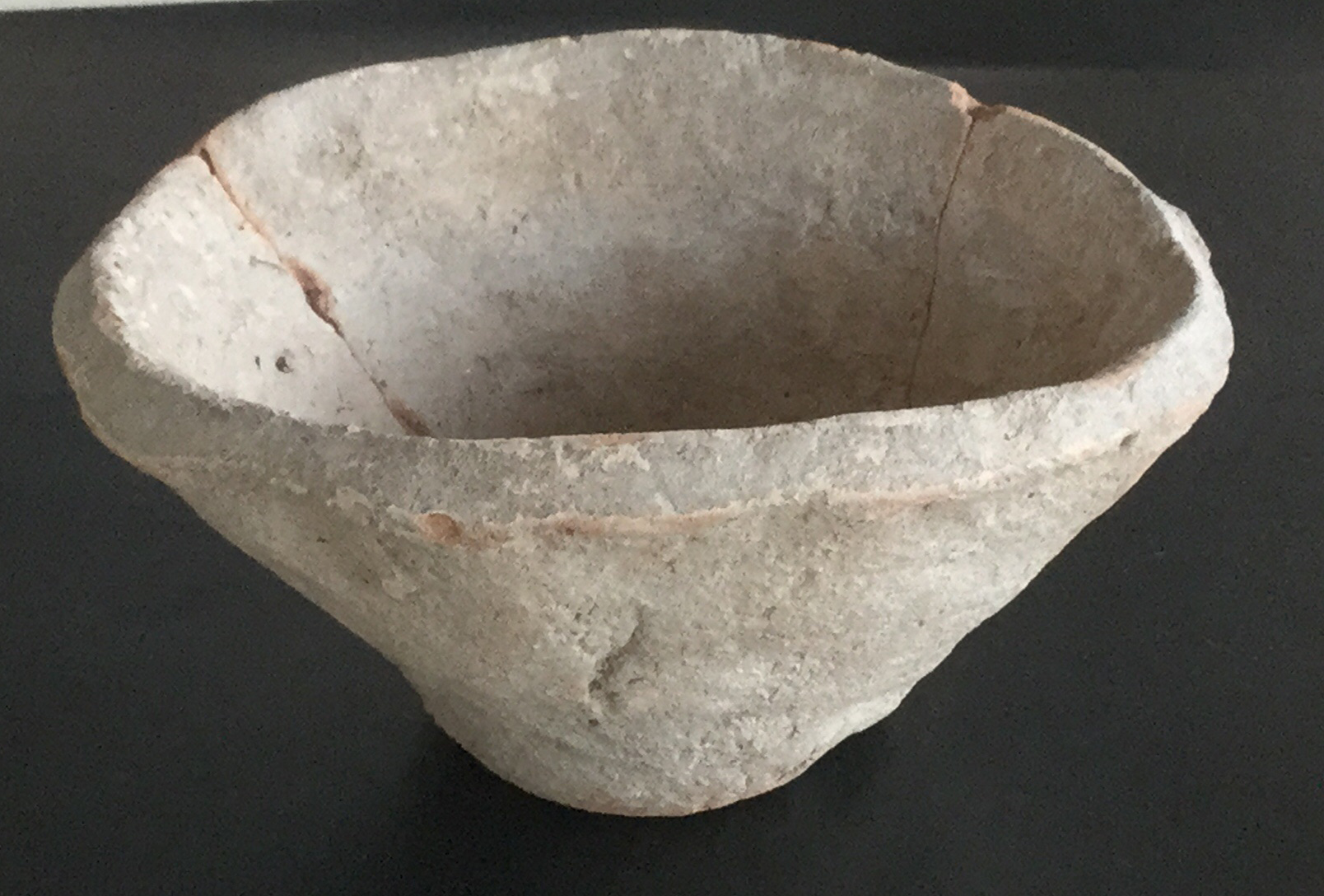
Una bevelled-rim bowl del periodo di Uruk, ca. 3400-3200 a.C., da Habuba Kabira, Siria

A partire dallo strato XII dell'Eanna di Uruk appaiono delle scodelle dette "a bordo tagliato di sbieco" (in inglese bevelled-rim bowls, spesso abbreviato in BRB). Erano prodotte a stampo (quindi non con il tornio) in quantitativi molto grossi, tanto che è diffusa la convinzione (Hans Nissen, Greg Johnson) che si trattasse di recipienti per le razioni di pasti "di ambito extra-familiare", da destinare agli "operai" occupati a realizzare le grosse costruzioni coordinate da un potere centrale (le organizzazioni templari, che si raccolgono attorno a centri di un culto destinato ormai a divinità personali, come sembra suggerire il fatto che nei singoli insediamenti compaiono diversi templi).

## Fasi successive
Successivamente, con l'affermarsi della scrittura, comincia il periodo più strettamente storico della storia sumera, con il periodo detto di Cultura di Gemdet Nasr (3000-2900) e poi il Periodo Protodinastico I (2900-2750 a.C.), che vede il progressivo affermarsi delle varie città-stato sumere.

## Cronologia

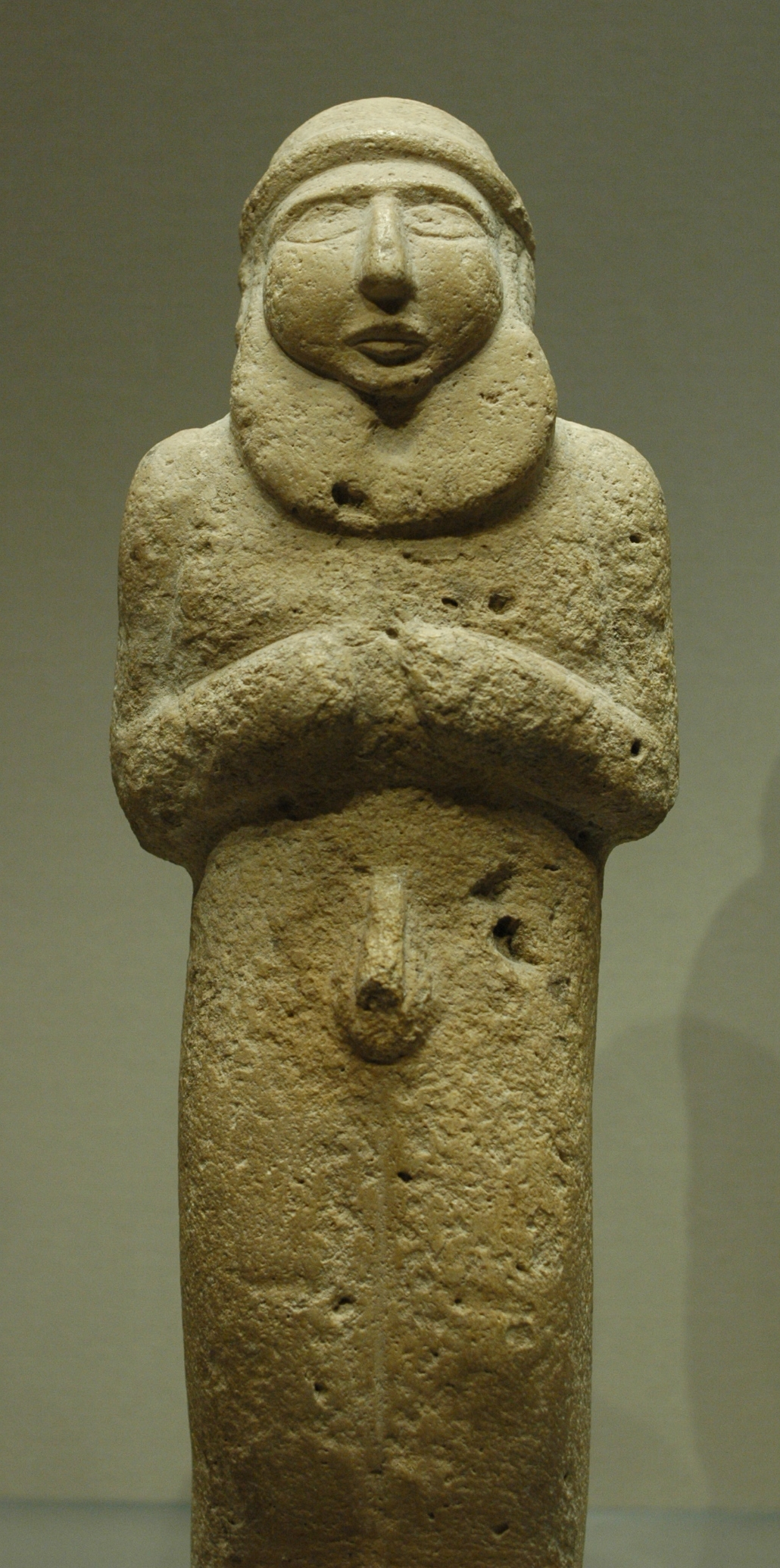
Statua in pietra calcarea (periodo di Uruk, 3300 a.C. ca.), raffigurante un uomo barbuto (forse il re-sacerdote)

| Schema cronologico del calcolitico del Vicino Oriente | Schema cronologico del calcolitico del Vicino Oriente | Schema cronologico del calcolitico del Vicino Oriente | Schema cronologico del calcolitico del Vicino Oriente | Schema cronologico del calcolitico del Vicino Oriente | Schema cronologico del calcolitico del Vicino Oriente |
| 4500                                                  | Mesopotamia                                           | Mesopotamia                                           | Khūzestān                                             | Siria                                                 | Anatolia                                              |
| 4500                                                  | Sud                                                   | Nord                                                  | Khūzestān                                             | Siria                                                 | Anatolia                                              |
| ----------------------------------------------------- | ----------------------------------------------------- | ----------------------------------------------------- | ----------------------------------------------------- | ----------------------------------------------------- | ----------------------------------------------------- |
| 4000                                                  | Ubaid antico (=Ubaid 3) Eridu 11-9                    | Ninive 3 Gawra 17-14                                  | Susiana C Mehmeh                                      | Amuq D                                                | Mersina 16                                            |
| 3500                                                  | Ubaid tardo (=Ubaid 4) Eridu 8-6 Uruk 18-15           | Ninive 3 Gawra 13-12                                  | Bayat Susa A                                          | Amuq E                                                | Mersina 15                                            |

| Schema cronologico della rivoluzione urbana |                                       |                                                   |                                                           |                           |                                               |
| 3500                                        | Bassa Mesopotamia                     | Alta Mesopotamia                                  | Iran occidentale                                          | Siria                     | Anatolia orientale                            |
| 3200                                        | antico Uruk 14-9 Eridu 5-4            | Gawra 11-10                                       | Khuzistan: Susa B Zagros: Godin 7 Fars: antico Banesh     | Amuq F Hama K             | Malatya 7                                     |
| 3000                                        | tardo Uruk 8-4 Eridu 3-2 Nippur 16-15 | Gawra 9 Ninive 4 Tell Brak ("tempio dell'occhio") | Khuzistan: tipo Uruk Zagros: Godin 5-6 Fars: medio Banesh | Habuba Kebira Gebel Aruda | Malatya 6A Hassek Kurban Hüyük 6 Mersin 14-13 |
| 2900                                        | Gemdet Nasr Uruk 3 Nippur 14-12       | Gawra 8 Ninive 5                                  | Khuzistan: Susa C Zagros: Godin 4 Fars: tardo Banesh      | Amuq G Hama K             | Malatya 6B Kurban Hüyük 5 Mersin 12           |